# Le astuzie femminili
Le astuzie femminili (Las astucias femeninas en español) es un melodramma giocoso en dos actos con música de Domenico Cimarosa y libreto en italiano de Giuseppe Palomba. Se estrenó en el Teatro dei Fiorentini de Nápoles, Italia el 26 de agosto de 1794; este fue el segundo trabajo teatral tras volver a Nápoles a mediados del año anterior, después de haber estado lejos de la ciudad alrededor de seis años. Esta ópera está considerada generalmente como una de las mejores de Cimarosa.
Su estreno en España tuvo lugar en Barcelona, en el Teatro de la Santa Cruz el 12 de septiembre de 1795.

## Argumento
La romana Bellina está prometida a Filandro, que sin embargo no se puede casar, porque su padre recién fallecido ha declarado en el testamento que ella podrá recibir la legítima herencia sólo si se casa con el napolitano Giampaolo. Complica las cosas aún más el doctor Romualdo, tutor de Bellina, que también está enamorado de ella. Pero gracias a la ayuda de la criada Emilia y de la gobernanta Eleonora y después de haber empleado todo tipo de estratagemas, subterfugios y disfraces, logra al final casarse con su amado Filandro.

## Discografía
- Domenico Cimarosa, Le astuzie femminili, Mario Rossi, Orquesta Alessandro Scarlatti - Allegro Coorporation (2 CD)
- Domenico Cimarosa, Le astuzie femminili, Massimo de Bernart, Orquesta del Festival di Martina Franca – Fonit-Cetra (2 CD)